# عزا برازنده‌ی الکتراست
عزا برازنده الکتراست (انگلیسی: Mourning Becomes Electra) نمایشنامه‌ای از یوجین اونیل است که نخستین بار در ۲۶ اکتبر ۱۹۳۱ در برادوی نیویورک به نمایش درآمد. نمایشنامه بر اساس تراژدی کلاسیک یونانی اورستیا اثر آیسخولوس نوشته شده است.